# Karl Friedrich Probst
Karl Friedrich Probst (* 25. Oktober 1898 in Immendingen; † 12. April 1966 in Bohlingen) war ein deutscher Germanist und Schulbuchautor für den Deutschunterricht.
Karl Friedrich Probst, Gymnasialprofessor in Karlsruhe, der nach seiner Promotion 1922 in Heidelberg durch seine sprachdidaktischen Unterrichtswerke für alle Schularten bekannt wurde, betrieb über die Hochschule für Lehrerbildung Karlsruhe unter Andreas Hohlfeld zwischen 1940 und 1944 die Zwangsgermanisierung des Elsass über den Deutschunterricht.

## Schriften
- Die Quellen des Poitislier und Flordimar in Ulrich Füetrers Buch der Abenteuer: untersucht aufgrund der Donauschinger Handschrift Nr. 140, Dissertation Heidelberg 1922
- Deutsches Sprach- und Stilbuch für höhere Schulen, Stuttgart 1929 u.ö.
- Sprach-, Stil- und Aufsatzunterricht, Boltze, Karlsruhe 1935
- Ihr sollt brennen, Moritz Diesterweg, Frankfurt a. M. 1936
- mit Karl Hunger: Erziehung zum Sprachdenken, Frankfurt am Main: M. Diesterweg, 1940.
- Deutsches Denken, deutsche Sprache: Sprachbuch für die Erzieherschaft im Elsaß, Stoffverteilungsplan f. d. Volksschulen in den Oberrheinlanden Baden-Elsaß 1941; Schulprakt. Erg. 2, Boltze, Karlsruhe 1941
- mit Martin Stellmann, Christian Caselmann: Neue deutsche Sprachkunde – Deutsches Sprach- und Stilbuch für Mittelschulen, Realschulen u. Höhere Schulen: Kurzausgabe 5., 6. u. 7. Schuljahr (Sexta, Quinta u. Quarta), Boltze, Allensbach 1954